# SN 2002fm
SN 2002fm – supernowa nieznanego typu odkryta 20 marca 2002 roku w galaktyce A140029+0446. W momencie odkrycia miała maksymalną jasność 22,50m.